# Egri János (műsorvezető)
Egri János (Budapest, 1936. november 10. –) magyar újságíró, jégkorongozó, televíziós személyiség, műgyűjtő.

## Életútja
Egri István (1896–1977) gépészmérnök és Farkas Klára (1906–1940) gyermekeként született. A háború alatt családjával bujkálni kényszerült. Az őt bújtató nevelőnőt, Szabó Máriát a család előterjesztésére később a Világ Igaza kitüntetettjei közé emelték. 1955–1964 között Vörös Meteor egyesülettel majd 1964–1971 között (1967–1968-as szezon kivételével) a Bp. Építők csapatában az OB I. bajnokságban jégkorongozott. A Vörös Meteorral háromszoros magyar bajnok. A jégkorong-válogatottban 1961-ben és 1962-ben egy-egy alkalommal szerepelt országok közötti mérkőzésen. 1961-ben villamosmérnöki oklevelet szerzett a Budapesti Műszaki Egyetemen. Ugyanattól az évtől a franciaországi Grenoble-ban játszott. A Posta vezérigazgatóság fejlesztési osztályán dolgozott. 1967-től kezdett el bedolgozni a Magyar Televízió (MTV) sportszerkesztőségének. Kezdetben rövid beszámolói voltak. 1970-től a jégkorong-világbajnokságokról közvetített. Az 1972-es müncheni olimpia ökölvívó-mérkőzéseit ő kommentálta.
1972-től 25 éven át (1997) vetélkedő műsorokat vezetett az MTV-nél, köztük a Lehet egy kérdéssel több?, a Játék a betűkkel, a Keresztkérdés, a Kérdezzǃ Felelek, valamint az Elmebajnokság című műsorokat. Az 1990-es évek közepén visszavonult az aktív médiaszerepléstől, de sportcsatornákon alkalomszerűen kommentál jégkorongmérkőzéseket.

## Műsorai

### Játékvezetőként
- 1972 Előolimpia[5]
- 1972 Légikisasszonyok vetélkedője[6]
- 1973–1980 Játék a betűkkel[7]
- 1975–1976 Aki mer, az nyer[8]
- 1977–1982 Lehet egy kérdéssel több?[9][10]
- 1980–1985 Keresztkérdés[11][12]
- 1983–1986 Elmebajnokság[13]
- 1985–1991 Egy szó, mint száz[14]
- 1989–1997 Kérdezzǃ Felelek[15]
- 1989–1992 Melyiket a 3 közül?

### Szerkesztőként
- 1973 Négy kerékkel, okosan[16][17]
- 1975 5-tusa[18]

## Kitüntetései
- Szocialista Kultúráért
- Kiváló Munkáért